# Clifton (Tennessee)
Clifton – miasto w Stanach Zjednoczonych, w stanie Tennessee, w hrabstwie Wayne.